# Братья Тур
Братья Тур — творческий псевдоним писавших совместно русских советских писателей Л. Д. Тубельского и П. Л. Рыжея. Работали вместе с 1925 года. Члены Союза писателей СССР с 1938 года. Для их творчества характерно сочетание публицистики и детектива. После смерти Леонида Тубельского Пётр Рыжей писал под псевдонимом Тур вместе со своей женой Ариадной Сергеевной (пьесы «Единственный свидетель», «Чрезвычайный посол», «Лунная соната» и другие).
Пьесы Тур просты по замыслу и схематичны по исполнению. В учебниках по истории советской литературы эти авторы не упоминаются. Однако число постановок и переводов пьес Тур свидетельствует об успехе у публики и о сценическом мастерстве авторов.

## Творчество
Сборники очерков и фельетонов
- «Восстание мелочей» (1926)
- «Бомбы и бонбоньерки» (1929)
- «Средь бела дня» (1964)

Пьесы
- «Очная ставка» (1937, с Л. Р. Шейниным) — прославление органов госбезопасности, призыв к бдительности
- «Дым отечества» (1943)
- «Софья Ковалевская» (1943)
- «Губернатор провинции» (1947) — основа сценария (в соавторстве с Л. Р. Шейниным) фильма «Встреча на Эльбе»
- «Особняк в переулке» (1949)
- «Третья молодость» (1952)
- «Колесо счастья» (1955)
- «Побег из ночи» (1958)
- «Северная мадонна» (1961)

## Фильмография
- 1944 — Поединок (с Л. Р. Шейниным)
- 1946 — Беспокойное хозяйство
- 1949 — Встреча на Эльбе (с Л. Р. Шейниным)
- 1954 — Испытание верности (с И. А. Пырьевым)
- 1956 — Софья Ковалевская
- 1959 — Золотой эшелон

## Награды и премии
- Сталинская премия первой степени (1950) — за сценарий кинокартины «Встреча на Эльбе» (1949)
- по два ордена и медали